# Michele Viale-Prelà
Michele Viale-Prelà (Bastia, 29 de setembro de 1799 - Bolonha, 15 de maio de 1860) foi um cardeal italiano do século XIX.

## Biografia
Nasceu em Bastia em 29 de setembro de 1799. Quarto filho de Paolo Agostino Viale (1763-1805), rico comerciante de origem genovesa, e de Nicoletta Prelà (+1824). Sobrinho de Tommaso Prelà (1765-1846), que foi médico pessoal do Papa Pio VII e arquiatra papal (1814-1823). Seu irmão Salvatore (1787-1861) foi um conhecido poeta e escritor; e Benedetto (1796-1874) também foi médico pessoal do Papa Pio IX (1856) e arquilatra papal (1861). Recebeu o hábito clerical e a tonsura em 1808.
Estudou no Seminário Romano, Roma, 1814; no Collegio Romano , Roma, onde obteve o doutorado em teologia, em 10 de setembro de 1823; na Universidade La Sapienza, em Roma, onde se doutorou em filosofia; ele também estudou direito. Recebeu o subdiaconato em 21 de setembro de 1822.
Foi ordenado sacerdote em 29 de setembro de 1823. Trabalhou na Secretaria de Estado e esteve ao serviço do Cardeal Luigi Lambruschini, 1824-1830. Auditor da nunciatura na Suíça, 1828-1836. Prelado doméstico. Minutante e especialista da secretaria de Estado, 1836-1838. Internúncio apostólico extraordinário na Baviera, 9 de agosto de 1838 a 1841.
Eleito arcebispo titular de Cartago, em 12 de julho de 1841. Consagrado, em 18 de julho de 1841, na igreja de Ss. Carlo e Biagio ai Catinari, Roma, pelo Cardeal Luigi Lambruschini, B, assistido por Fabio Maria Asquini, arcebispo titular de Tarso, secretário da SC de Bispos e Regulares, e por Lodovico Altieri, arcebispo titular de Efeso, núncio na Áustria. Na mesma cerimônia foram consagrados Girolamo D'Andrea, arcebispo titular de Melitene, secretário da SC do Conselho Tridentino, e Antonio Benedetto Antonucci, bispo de Montefeltro. Núncio na Baviera, 20 de julho de 1841. Assistente do Trono Pontifício, 20 de julho de 1841. Núncio na Áustria, 27 de maio de 1845.
Criado cardeal e reservado in pectore no consistório de 15 de março de 1852; publicado no consistório de 7 de março de 1853. Pro-nuncio na Áustria, 1853 a 1856. Recebeu o chapéu vermelho e o título de Ss. Andrea e Gregorio al Monte Celio, 18 de setembro de 1856. Transferido para a sede metropolitana de Bolgona, 28 de setembro de 1855.
Morreu em Bolonha em 15 de maio de 1860. Exposto e enterrado na catedral metropolitana de Bolonha.